# This Jenny
Matthias Jenny, noto come This Jenny (Glarona, 4 maggio 1952 – Glarona, 15 novembre 2014), è stato un politico e imprenditore svizzero, dal 1994 al 2014 membro del Gran Consiglio del canton Glarona.

## Biografia
Jenny era un capomastro diplomato a livello federale e proprietario della società di costruzioni e ingegneria civile Toneatti & Co. a Bilten (GL).
Ebbe una carriera politica presso tutti i livelli amministrativi svizzeri militando per l'UDC, spesso prendendo a titolo personale anche posizioni non in linea con quelle del partito.
Dal 1994 al 2014 fu membro del Gran Consiglio del canton Glarona e dal 1992 al 2003 presidente della sezione cantonale del partito. Assunse, inoltre, dal 1998 il ruolo di rappresentante del proprio cantone al Consiglio degli Stati, che lasciò il 13 febbraio 2014, dimettendosi con effetto immediato, a causa di un tumore maligno allo stomaco.
La  malattia lo portò a rivolgersi all'associazione EXIT per ottenere il suicidio assistito, avvenuto il 15 novembre 2014 all'età di 62 anni.

## Vita privata
Jenny era divorziato e lasciò due figli.